# RECAPTCHA
reCAPTCHA je služba, která je vlastněná společností Google. Umožňuje webovým hostingům rozlišovat mezi lidským nebo automatizovaným přístupem k webovým stránkách. Hlavním účelem systému CAPTCHA je blokování datové komunikace případných robotických spambotů, které by mohly zahltit dotazy (spamy) webový server a tím i ochromit jeho dostupnost pro ostatní uživatele a zároveň umožnit přístup lidským uživatelům.

### reCAPTCHA v1

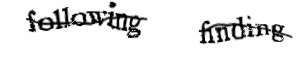
Příklad reCAPTCHA, obsahující slova “following finding”.

První verze požadovala po uživatelích dešifrování a jejich ověřování pomocí obtížně čitelných textů nebo porovnávání obrázků. 
Naskenovaný text je podroben analýze dvou OCR programů – v případě, že se programy neshodnou, je nejasné slovo převedeno do CAPTCHA. Toto slovo je poté zobrazeno pro kontrolu se slovem již známým. Systém je nastaven tak, že pokud člověk napíše kontrolní slovo v pořádku, nejasné slovo je poté také správné. Identifikace OCR programem je ohodnocena hodnotou 0,5 bodu a každá interpretace člověkem má hodnotu jednoho bodu. Jakmile hodnota identifikace slova dosáhne 2,5 bodu, je poté slovo považované za správně identifikované. 

### reCAPTCHA v2
V roce 2013 byla vydána druhá verze, která implementovala behaviorální analýzu interakcí do webového prohlížeče, aby předpověděl, zda je uživatel člověk nebo spambot. V následujícím roce začala společnost Google nasazovat nové rozhraní reCAPTCHA API s funkcí „no CAPTCHA reCAPTCHA“, kde uživatelům považovaným za nízkorizikové stačí pouze kliknout na jedno zaškrtávací políčko k ověření své identity. Nebo musel uživatel vybírat konkrétní obrázky z zobrazené mřížky fotografie.  

### reCAPTCHA v3
V roce 2017 Google představil novou třetí verzi „neviditelnou“ reCAPTCHA, kde ověřování probíhá na pozadí a pokud je uživatel považován za nízkorizikového, nezobrazují se vůbec žádné výzvy k ověřování.

## Historie
Původně byl ReCAPTCHA systém vyvinut na Carnegie Mellon univerzitě v USA, která používala jako základ CAPTCHA systém. reCAPTCHA původně pomáhala s digitalizací archívu New York Times a digitalizací tištěných médií jako jsou knihy nebo časopisy. Dvacet let archivu New York Times již bylo zdigitalizováno a zbývajících 110 let mělo být zdigitalizováno pomocí reCAPTCHA do roku 2010.
Systém uváděl, že zobrazoval 30 milionů OCR obrázků každý den (údaj z prosince 2007) a systém reCAPTCHA byl používán weby jako Twitter, Facebook nebo TicketMaster.